# Юань Мэй
Юа́нь Мэй (кит. 袁枚, пиньинь Yuán Méi; 1716 — 1797) — китайский поэт, учёный и писатель. Автор сборника «Новые записи Ци Се, или О чём не говорил Конфуций», включавшего в себя около тысячи историй в жанре бицзи о чудесах и сверхъестественном, и трактата «Слово о стихах из Сада Приятности».
Первоначально Юань Мэй назвал свой сборник «О чем не говорил Конфуций» (кит. 子不語), подразумевая отсылку к «Беседам и суждениям», гл. «Шу эр» (кит. 述而):

Конфуций не говорил о странных событиях, насилии, беспорядках и сверхъестественных вещах.
Оригинальный текст (кит.)子不語怪，力，亂，神。

Однако, узнав, что под этим названием выпустил сборник рассказов один писатель, живший при династии Юань, изменил наименование своей коллекции на «Новые [записи] Ци Се» (кит. 新齊諧).

## Издания
- Юань Мэй. Новые [записи] Ци Се (Синь Ци Се), или О чём не говорил Конфуций (Цзы бу юй) / Пер. с кит., предисл., коммент. и прил. О. Л. Фишман. — М.: Наука, ГРВЛ, 1977. — 504 с. — (Памятники письменности Востока, LV).
- Юань Мэй. Новые записи Ци Се, или О чём не говорил Конфуций / Пер. с кит. О. Л. Фишман. — СПб.: Северо-Запад Пресс, 2003. — 478 с. — (Золотая серия китайской литературы). — ISBN 5-93699-073-7.